# Johann Andreas Sixt
Johann Andreas Sixt (* 30. November 1742 in Schweinfurt; † 30. Juli 1810 in Altdorf bei Nürnberg) war ein deutscher evangelischer Theologe und Philologe.

## Leben
Der Sohn des Predigers an der St. Salvatorskirche Johann Lorenz Sixt und dessen Frau Johanna Barbara, die Tochter des Pfarrers in Wainbernheim Johann Gerhard, hatte die erste Ausbildung vom Vater erhalten. 1750 besuchte er die Schule seiner Heimatstadt, 1758 bezog er das Gymnasium in Schweinfurt und wurde nebenbei vom Vater in Kirchengeschichte und in Hebräischer Sprache unterwiesen. 1762 begann er ein Studium der philosophischen und theologischen Wissenschaften an der Universität Jena.
In Jena hatte er die Vorlesungen von  Johann Georg Walch, Johann Christoph Köcher, Friedrich Samuel Zickler, Johann Friedrich Hirt, Friedrich Theodosius Müller, Joachim Georg Darjes, Christian Friedrich Polz und Johann Ernst Basilius Wiedeburg und anderen besucht. Er wurde Mitglied der lateinischen Gesellschaft in Jena und erhielt 1765 den akademischen Grad eines Magisters der philosophischen Wissenschaften.
Mit der Dissertation de morsibus conscientiae habilitierte er sich als Privatdozent, hielt danach philosophische und exegetische Vorlesungen und veröffentlichte einige Artikel in der Jenaischen gelehrten Zeitung. 1768 wurde er Adjunkt der philosophischen Fakultät, 1769 außerordentlicher Professor der Philosophie und übernahm 1771 an der Universität Altdorf die dritte ordentliche Professur der Theologie. Mit der Professur war ein Diakonat an der Altdorfer Stadtkirche verbunden.
1772 promovierte er in Altdorf mit der Dissertation de loco Paulino ad Rom. 8, 19-25 zum Doktor der Theologie und war im selben Jahr zum zweiten Professor der Theologie aufgestiegen, womit das Archidiakonat an der Stadtkirche verbunden war. 1785 wurde er Assistent am Altdorfer Konsistorium und 1787 übernahm er zudem die Professur der griechischen Sprache. Sixt hatte sich auch an den organisatorischen Aufgaben der Altdorfer Hochschule beteiligt. So war er mehrfach Dekan der theologischen Fakultät und Rektor der Alma Mater. Entgegen seinen aktuellen Aufsätzen, Schriften und Predigten fanden seine theologischen Werke kaum Beachtung.

## Familie
1773 heiratete er Juliane Dorothea († 20. Januar 1806), die Tochter des Professors der Medizin in Altdorf Johann Nikolaus Weiß. Aus der Ehe gingen fünf Töchter und zwei Söhne hervor, wovon jedoch nur drei Töchter den Tod des Vaters erlebten. Bekannt sind:
- Johanna Maria Barbara Sixt (* 7. Februar 1774)
- Johanna Charlotta Juliana Sixt (* 22. Mai 1775; † 8. Februar 1778)
- Isabella Christiana Katharina Sixt (* 5. April 1777)

## Werke
- Diss. de morsibus conscientiae. Jena 1765
- Diss. quae in doctrina de praescientia futurorum conting. theologi vitare facereque prudenter soleant. Jena 1765 (Diese von Bechthold verfasste Abhandlung übersetzte Sixt in die deutsche Sprache)
- Diss. de sophismatibus in genere. Jena 1767
- Diss. de sophismatibus exegeticis. Jena 1768
- Progr. de ornatu philosophiae. Jena 1769
- Diss. de genio Socratis ex ita dicto sensu communi facile dijudicando. Jena 1770
- Duorum fragmentorum S.Codicis hebraei descriptio praemissis nonnullis de theologo critico religioso. Altdorf 1772
- Diss. inaug. de loco Paulino ad Rom. 8, 19 – 25. Altdorf 1772
- Triftige Beweggründe zum Dank gegen Gott, in einer Predigt. Altdorf 1775
- Die cursorische Lektüre der heiligen Schrift, ein hermeneutisches Lehrstück mit eingemischten Erklärungen biblischer Stellen. Altdorf 1775
- Trauerrede auf das Absterben des Herrn Hader aus Augsburg. Altdorf 1777
- Specimen I et II recensionis . . . , quam praefatus est b. Jo. Saubertus in libello de variis lectionibus textus graeci Evangelii S. Matthaei. Altdorf, 1777–1778
- Von dem Endzweck des evangelischen Predigtamts, ein practischer Beitrag für alle, welchen eine geflissentliche Beherzigung desselben heilsam ist. Altdorf und Nürnberg, 1778
- Lautere Prüfung des sogenannten Systems der reinen Philosophie oder der Glückseligkeitslehre des Christenthums. Altdorf und Nürnberg, 1779–1780, 2. Stück
- Epistola gratulatoria de origine historiae creationis, quam Moses dedit, observationes selectae. Altdorf und Nürnberg, 1782
- Diss. de interpretatione universa b.Ernestii observata, notulis sucta et ad praelectiones publicas selecta. Jena, 1785
- Freimüthiger Beitrag zu den neueren Urtheilen über Religion, Kirche und Staat. Jena 1785
- Deutsches Carmen auf das Absterben seines Vaters (worin zugleich ein Grundriß von der Kirchenreformation der Reichsstadt Schweinfurt enthalten ist). Jena 1786
- Progr. de Methodio, Tyri quondam Episcopo. Jena 1787
- Liedersammlung zum Gebrauch für Kranke und Sterbende, auch Leichenbegängnissen, nebst einem Anhang, welcher Lehren und Gebete für Kranke und Sterbende enthält. Jena 1789
- Gedächtnißrede auf Se. K. K. Majestät Joseph II, nebst der ehehin gehaltenen Trauerrede auf das Absterben der verwittweten K. K. Maria Theresia, beide in der Stadtkirche zu Altdorf gehalten. Altdorf und Nürnberg 1790
- Predigt am 19ten Sonntage nach Trinit. Als an dem verordneten Dankfeste, wegen der höchst beglückten Wahl Leopolds II. zum römischen König und Kaiser. Altdorf und Nürnberg, 1790
- Predigt am oberherrlich verordneten Dankfeste den 22. Juli 1792 wegen der beglückten Wahl eines neuen Oberhaupts des römisch-deutschen Reichs, Franz II. Altdorf und Nürnberg, 1792
- Progr. de privilegio, praeter alios consuetos et summos in theologia honores conferendi, in hac academia diu desiderato et feliciter demum impetrato. Altdorf und Nürnberg, 1797
- Theophrasti de Characteribus ethicis libellus; cujus textum graecum seorsum edidit etc. Altdorf und Nürnberg, 1802
- Das rechte Verhalten bei Fällen, die uns beunruhigen; in einer Predigt am Sonntage Cantate, den 12. Mai 1805, in der Stadtkirche zu Altdorf gehalten. Altdorf und Nürnberg, 1805